# Resistência térmica interfacial
Resistência térmica interfacial, também conhecida como resistência térmica de contorno ou resistência de Kapitza, é uma medida de uma resistência de uma interface ao fluxo térmico. Esta resistência térmica difere da resistência de contato, já que ela existe mesmo em interfaces atomicamente perfeitas. Devido às diferenças nas propriedades eletrônicas e vibracionais em diferentes materiais, quando um portador de energia (fônon ou elétron, dependendo do material) tenta atravessar a interface, ela irá dispersar na interface. A probabilidade de transmissão após a dispersão dependerá dos estados de energia disponíveis no lado 1 e lado 2 da interface.
Considerando-se um fluxo térmico constante como aplicado através de uma interface, esta resistência térmica interfacial irá conduzir a uma descontinuidade de temperatura finita na interface'. De uma extensão da lei de Fourier, pode-se escrever 
{\displaystyle Q={\frac {\Delta T}{R}}=G\Delta T}
onde {\displaystyle Q} é o fluxo aplicado, {\displaystyle \Delta T} é a queda de temperatura observada, {\displaystyle R} é a resistência térmica de contorno, e {\displaystyle G} é seu inverso, ou condutância térmica de contorno.
Entendendo-se a resistência térmica na interface entre dois materias é de significância primordial no estudo de suas propriedades térmicas. Interfaces frequentemente contribuem significativamente para as propriedades observadas dos materiais. Isto é ainda mais crítico para sistemas de nanoescala onde interfaces podem afetar significativamente as propriedades relativas a materiais em grande escala.
Baixa resistência térmica em interfaces é tecnologicamente importante para aplicações onde muita dissipação de calor seja necessária. Isto é de particular interesse para o desenvolvimento de dispositivos de semicondutores, microeletrônica, tal como definido pela International Technology Roadmap for Semiconductors em 2004, onde um dispositivo do tamanho de 8 nm foi apresentado sendo projetado para gerar até 100000 W/cm3 e seria necessário uma dissipação de calor prevista de um fluxo de calor de nível destrutivo de 1000 W/cm3 que é uma ordem de magnitude maior que a dos dispositivos atuais. Por outro lado, aplicações que requerem bom isolamento térmico, tais como turbinas de motores a jato, beneficiam-se de interfaces com alta resistência térmica. Isto também vai exigir materiais de interfaces que são estáveis em temperatura muito elevada. São exemplos compostos de metal-cerâmica, que são atualmente utilizados para essas aplicações. Alta resistência térmica também pode ser conseguida com sistemas multicamadas.
Como apresentado acima, a resistência térmica de contorno é devida à dispersão condutora em uma interface. O tipo de condutor de dispersão dependerá dos materiais que governam as interfaces. Por exemplo, na interface metal-metal, os efeitos de dispersão de elétrons irá dominar a resistência térmica de contorno, como os elétrons são os principais transportadores de energia térmica em metais.